# De Keizerin

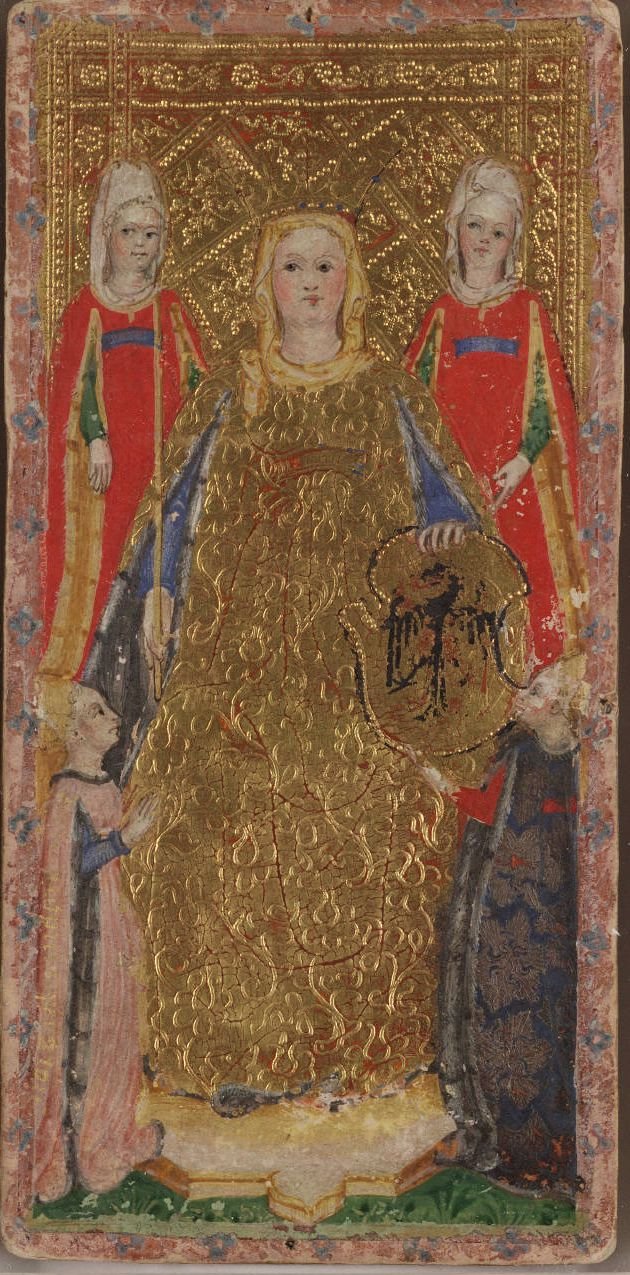
De Keizerin uit de Cary Yale Tarot, 15e eeuw

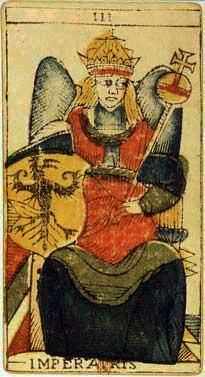
L'Impératrice in de Tarot de Marseille

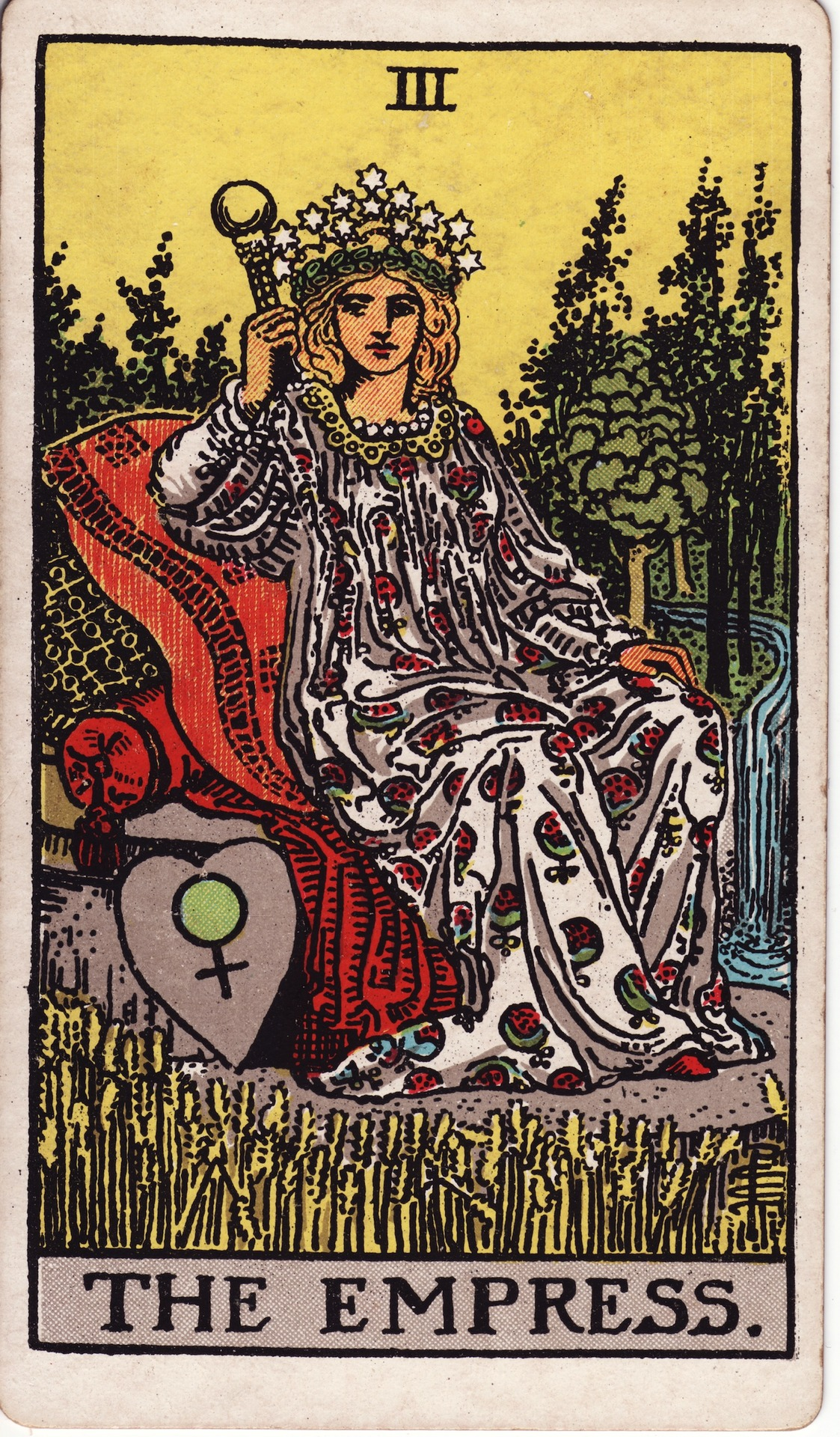
The Empress in de tarot van Waite

De Keizerin of 'L'Impératrice' is de derde troefkaart uit de Grote Arcana van de tarot. De Tarot van Marseille en de Tarot van Waite, waarin zij voorkomt, vormden de inspiratie voor latere tarotdecks.

## Correspondenties
- Archetype: de moeder[1]
- Letter: Gimmel = G[1]
- Getal: 3[1]
- Traditionele betekenis: Vruchtbaarheid, zwangerschap, creativiteit, succes[1]

## Iconografie

### Tarot van Marseille
De Tarot de Marseille toont een gouden adelaar op het schild van de Keizerin, als symbool van haar macht en intuïtieve geest. Deze kaart wordt soms ook 'La Grande Mère' genoemd, wat ook duidt op haar moederlijkheid en haar verbondenheid met de natuur, de moeder, de geliefde, vruchtbaarheid. Een jonge, gekroonde vrouw zit op een troon. Haar rode jurk onder een donkerblauw kleed wijst er net als bij La Papesse op dat haar daadkracht wordt beheerst door haar spiritualiteit. Ze koppelt kracht aan beheersing en creativiteit.

### Tarot van Waite
De Keizerin zit op een troon. Zij draagt een met sterren bezette kroon en houdt een scepter in de rechterhand. De scepter stelt haar heerschappij over het leven voor, en haar kroon met de 12 sterren symboliseert haar macht over het jaar en de seizoenen. Haar troon staat midden in een bloeiend graanveld, want zij is ook meesteres over alles wat groeit. Ook de rest van de vegetatie, de waterval en het symbool van Venus wijzen op haar verwantschap met de creatieve natuur en vruchtbaarheid.
Een korenaar staat ook symbool voor zowel de heilige maagd Maria als de godin Demeter, aan wie in de Eleusische mysteriën de sleutel tot onsterfelijkheid werd toegeschreven. Het landschap achter haar kan ook een verwijzing zijn naar de verloren gegane paradijselijke tuin.
De Keizerin is het archetype van de Moeder, (zie Jungs Anima), en het getal 3 staat voor een vereniging van tegengestelden, Yin en Yang.